# Ryuichi Sugiyama
Ryuichi Sugiyama (n. 4 iulie 1941, Shizuoka, Japonia) este un fost fotbalist japonez.

## Statistici
| Japonia | Japonia | Japonia |
| An      | Meciuri | Goluri  |
| ------- | ------- | ------- |
| 1961    | 3       | 0       |
| 1962    | 6       | 0       |
| 1963    | 5       | 1       |
| 1964    | 2       | 1       |
| 1965    | 4       | 3       |
| 1966    | 6       | 2       |
| 1967    | 5       | 4       |
| 1968    | 4       | 1       |
| 1969    | 4       | 0       |
| 1970    | 11      | 1       |
| 1971    | 6       | 2       |
| Total   | 56      | 15      |